# Kacsir Mária
Kacsir Mária (Kolozsvár, 1929. január 7. – Bukarest, 2005. április 4.) magyar író, újságíró, szerkesztő, kritikus, műfordító.

## Életútja
Középfokú tanulmányait szülővárosában, a Marianumban végezte (1947), magyar nyelv- és irodalom szakos tanári oklevelet a Bolyai Tudományegyetemen szerzett (1951). Bukarestben telepedett le, ahol 1951-től az Állami Irodalmi és Művészeti Kiadó lektoraként működött, 1957-től az Előre, 1970 és 2003 között A Hét belső munkatársa, színházi rovatvezetője. Publicisztikai írásai, recenziói és bírálatai e lapokban s az Utunk, Igaz Szó hasábjain jelentek meg.
Lefordította Gyemján Bednij novelláit (Szőcs Ráchellel, Szúnyogok, 1955) és Ivan Szergejevics Turgenyev Napkelte előtt című regényét (Dobó Ferenccel, 1957); románból Mihail Sadoveanu Ankuca fogadója című keretes elbeszélését tolmácsolta s látta el utószóval (Kincses Könyvtár, 1961).
Színikritikusként rendszeresen írt a hazai magyar színházi életről s a bukaresti színházi eseményekről; több alkalommal (1975, 1976, 1978) cikksorozatban számolt be a belgrádi nemzetközi avantgárd színházi fesztiválról. 1978-ban A Hét nemzetiségpolitikai évkönyvét (Haza, szülőföld, nemzetiség), 1981-ben és 1982-ben színházi évkönyveit (Régi és új Thalia; Színjátszó személyek) szerkesztette.

## Kötetei
- A varázslat elemzése. Színikritikai napló; Kriterion, Bukarest, 1985
- A minden és a semmi gazdái. Színház az ezredvégén; Mentor, Marosvásárhely, 2002
- Ágak a családfán. Szűkülő-táguló színházi világunk; Kriterion, Kolozsvár, 2004

## Díjak, elismerések
- Aranytoll (2000)[1]

## Külső hivatkozások
- Ágoston Hugó: Az aranykrónikás halála
- Kacsir Mária közéleti tevékenysége az 1990-es években és a 2000-es évek elején, emlékezete